# Rok Mandl
Rok Mandl, slovenski smučarski skakalec, * 18. julij 1988, Slovenija.
Svoj debi v Svetovnem pokalu je doživel leta 2008 na poletih v Planici. Njegov osebni rekord je 219 m, kar je 4. daljava slovenskih smučarskih letalcev. Dosegel jo je na preizkusu letalnice v Planici leta 2010. Na zimski univerzijadi 2011 v Erzurumu je osvojil ekipno srebrno medaljo skupaj z bratom Žigo in Matejem Dobovškom, na posamičnih tekmah pa je osvojil 7. in 10. mesto.